# Одо (герцог Бургундії)
Одо Бургундський (*Otton de Bourgogne, бл. 944  —22 лютого 965) — герцог Бургундії у 956—965 роках.

## Життєпис
Походив з роду Робертінів. Син Гуго Великого, графа Парижу, та Гедвіги Саксонської (доньки імператора Генріха I Птахолова). У 955 році оженився на доньці Жильбера, герцога Бургундії, отримавши як посаг графства Бон і Осер. У 956 році після смерті Жильбера успадкував більшу частину Бургундії.
З огляду на малий вік Одо (Оттона) замість нього керував батько. Але у липні 956 року той помер, його опікуном став Річард Нормандський. Скориставшись цим Лотар, король Франції, став затягувати визнання Одо герцогом Бургундії. Тому вже 957 року Роберт I, граф Мо, який був одружений з донькою Жильбера Бургундського, виступив проти малолітнього герцога Бургундії, намагаючись отримати частину герцогства. В справу втрутився король Лотар, в результаті чого Роберт I отримав графство Труа.
У 958 році проти Одо Бургундського та його опікуна виступив Рауль, віконт Діжону, який був братом Ламберта, графа Маконського, одруженому з другою донькою покійного Жильбера Бургундського. Повсталі захопили замок Бон, а також дружину герцога Одо. Втім за підтримки короля Лотаря та Річарда Нормандського Одо було повернуто Бон і дружину.
В результаті таких подій керованість Бургундією було втрачено. Скориставшись цим восени того ж року король Лотар вдерся до Бургундії, яку підкорив. Втім спроба Лотаря зіштовхнути герцога Одо та його брата Гуго Капета з Вільгельмом Патлатим у боротьбі за Аквітанське герцогство виявилась марною. В результаті розпочалися нові бойові дії. Тоді в справу втрутився родич Робертінів — Бруно Великий, герцог Лотарингії. За підсумками перемовин було укладено перемир'я, за яким Одо повернув контроль над частиною Бургундії, проте в Діжоні постала королівська залога.
У 959 році повстав Роберт I, граф Мо і Труа, який захопив Діжон, що став до цього часу найбільш значущим містом в герцогстві. Король Лотар в союзі з Бруно Лотаринзьким вдерся до Бургундії, де взяли в облогу Діжон, але незабаром на допомогу Роберту I прийшов його син Аршамбо, архієпископ Санса, разом з Ренаром Старим, графом Санса, які перемогли ворогів. Бруно був змушений повернутися в Лотарингію, зняв облогу. Військові дії були відновлені восени 960 року король Лотар взяв в облогу Діжон, Бруно — Труа. В кінці 960 року Діжон було захоплено. За цих обставин Одо фактично втратив владу, залишився лише герцогом номінально.
У 960 році Одо приніс присягу вірності (оммаж) королю Лотарю, натомість той у 961 році визнав Одо герцогом Бургундії. Втім Одо фактично володів графствами Бон, Невер та Отен. Інші графства визнали зверхність короля Франції. Вже 965 року Одо помер, а його володіння успадкував брат Ед-Генріх.